# Anastasiya Kónkina
Anastasiya Alexándrovna Kónkina –en ruso, Анастасия Александровна Конкина– (1 de diciembre de 1993) es una deportista rusa que compite en judo.
En los Juegos Europeos de Minsk 2019 consiguió una medalla de oro en la prueba de equipo mixto. Ganó una medalla de bronce en el Campeonato Europeo de Judo de 2018 y dos medallas de bronce en el Campeonato Europeo de Judo por Equipo Mixto, en los años 2018 y 2021.

## Palmarés internacional
| Juegos Europeos                     | Juegos Europeos       | Juegos Europeos   | Juegos Europeos |
| Año                                 | Lugar                 | Medalla           | Categoría       |
| ----------------------------------- | --------------------- | ----------------- | --------------- |
| 2019                                | Minsk (Bielorrusia)   | Medalla de oro    | Equipo mixto    |
| Campeonato Europeo                  |                       |                   |                 |
| Año                                 | Lugar                 | Medalla           | Categoría       |
| 2018                                | Tel Aviv (Israel)     | Medalla de bronce | –57 kg          |
| Campeonato Europeo por Equipo Mixto |                       |                   |                 |
| Año                                 | Lugar                 | Medalla           | Categoría       |
| 2018                                | Ekaterimburgo (Rusia) | Medalla de bronce | Equipo mixto    |
| 2021                                | Ufá (Rusia)           | Medalla de bronce | Equipo mixto    |